# Ingegneria gestionale
L'ingegneria gestionale è un ramo dell'ingegneria che studia, con approccio quantitativo e qualitativo, gli aspetti organizzativi, operativi e tecnici delle imprese, siano esse industriali o di servizio. Si tratta di una delle discipline ingegneristiche più recenti e ampie.

## Storia

### Negli Stati Uniti
Il corso di laurea nasce negli Stati Uniti d'America nel primo decennio del XX secolo, con il nome di Industrial Engineering e lo scopo di creare dei professionisti per l'industria dei prodotti.  Lo Stevens Institute of Technology fu probabilmente il primo centro di ricerca ed ateneo al mondo a dotarsi di una struttura didattica equivalente all'odierna ingegneria gestionale (engineering management), che nel 1908 si costituì come Business School vera e propria. Anni dopo, la BEEM fu rinominata Bachelor of Engineering in Engineering Management (BEEM) e si diffuse all'interno del sistema scolastico e delle imprese.
Uno dei primi corsi di laurea negli Stati Uniti fu attivato nel 1953 dalla Drexel University, campus e centro di ricerca privato di Filadelfia.

### In Europa
Il primo dipartimento col nome di "Engineering Management" fu istituito nel 1967 dalla Missouri University of Science and Technology. 

L'Università di Warwick attivò nel 1980 un Master of Science (MSc) in Engineering Business Management (EBM).
Al di fuori del mondo anglosassone, il primo dipartimento di "Engineering Management" fu operativo a Berlino nel 1927..

L'Università tecnica di Istanbul creò nel 1987 un Management Engineering Department , la cui offerta formativa conteneva corsi di baccellierato e di master in Management Engineering.

### In Italia
In Italia il corso viene oggi denominato Ingegneria Gestionale e viene inserito tra i corsi di laurea in Ingegneria Industriale o, in alcuni casi, tra i corsi di laurea in Ingegneria dell'Informazione. Il primo Corso di Laurea in Ingegneria gestionale in Italia venne denominato Ingegneria delle tecnologie industriali ad indirizzo economico-organizzativo. Nacque all'Università della Calabria nel 1972 ad opera di Beniamino Andreatta, consigliere economico di Aldo Moro e primo rettore della stessa università, che aveva fatto personali esperienze a Bologna nell'insegnamento dell'economia agli ingegneri. Il secondo corso di laurea venne attivato presso l'Università di Udine nel 1978 e la definitiva affermazione del corso si ebbe nel 1983 col Politecnico di Milano. Allo sviluppo di questo settore contribuirono anche altri atenei universitari come Padova, Pisa, Palermo e Napoli Federico II. Dieci anni dopo circa l'esperienza venne ripetuta in altre sedi universitarie.

## Competenze
Sebbene ingegneria gestionale non sia universalmente strutturata in modo univoco, nella maggior parte delle università essa nasce come un indirizzo economico-organizzativo di ingegneria meccanica. Gli studi di ingegneria gestionale in Italia nascono molto tempo dopo la creazione del corso di laurea che nel resto del mondo. Prima del 1982, esisteva un indirizzo gestionale per gli ultimi due anni di ingegneria elettronica e meccanica.
Ingegneria gestionale ha esami caratteristici in comune con questi due corsi (ma non solo), e in genere prevede una distinzione delle specializzazioni in un percorso industriale e in uno informatico.
L'ingegnere gestionale, in tutti i casi, riceve una preparazione focalizzata alla specializzazione nel campo della gestione della produzione industriale, in particolare nella pianificazione e programmazione integrata delle risorse dell'impresa (e lo studio dei sistemi ERP). 
Gli insegnamenti che caratterizzano il corso di laurea sono: statistica, controllo statistico della qualità, logistica, ricerca operativa (utile per la modellazione di problemi tipici delle imprese) e corsi di gestione dei progetti (Project management). 
Nella maggior parte degli atenei il corso di Ingegneria Gestionale è rimasto un corso classico in Industrial Engineering, come avviene nel resto del mondo. Esso è afferente alla Classe delle Lauree in Ingegneria Industriale in cui vengono impartiti corsi di impiantistica, energetica, automazione e tecnologie di fabbricazione manifatturiera (es. Università degli Studi di Padova, Università degli Studi di Roma Tor Vergata, ecc.). Altri atenei (es. Università La Sapienza) hanno deciso di strutturare il corso come una declinazione di ingegneria informatica, focalizzando la preparazione degli studenti in ambito TIC; altri ancora hanno deciso di inserire indirizzi e specializzazioni più focalizzate sullo studio dell'impresa.
Il corso di ingegneria gestionale ad indirizzo industriale prevede piani di studio diversi a seconda delle scelte del singolo Ateneo. In tutti i casi l'allievo possiede fondamenti di base dell'ingegneria con una solida formazione matematica e scientifica, data da insegnamenti quali: corsi di analisi matematica, geometria, fisica, chimica, calcolo delle probabilità, statistica, ricerca operativa. 
A questi si aggiungono esami prettamente tecnici quali macchine, tecnologia meccanica, elettrotecnica, impianti industriali, meccanica applicata, disegno tecnico industriale, teoria dei sistemi, controlli automatici, basi di dati e sistemi informativi aziendali.
Per quanto attiene ai sistemi produttivi e logistici vengono approfondite le teorie sulla gestione della produzione, ad esempio la teoria giapponese del "Just in Time (JIT)", sulla progettazione e l'esercizio degli impianti industriali, sulla progettazione e l'esercizio dei sistemi logistici, ovvero stoccaggio e trasporti.
Inoltre particolare attenzione è rivolta alla gestione delle informazioni aziendali mediante l'utilizzo dei sistemi informatici e le tecnologie di Business intelligence.
Infine, nell'ambito della gestione di impresa vengono studiate materie riguardanti la gestione dell'innovazione, delle risorse umane, il ridisegno dei processi aziendali nonché solide basi riguardanti il posizionamento strategico e tattico dell'impresa.
In definitiva, l'ingegnere gestionale è una figura di raccordo tra il tecnico e il manager e, pertanto, riceve una formazione afferente a:
- Pianificazione integrata della produzione industriale e delle risorse d'impresa;
- Ottimizzazione dei processi;
- Logistica;
- Gestione della catena di distribuzione;
- Project management;
- Energetica, automazione e impiantistica industriale;
- Tecnologie dell'informazione e della comunicazione.

## Formazione
Il sistema universitario italiano dedica alle tematiche dell'ingegneria gestionale un corso di laurea di primo livello, della durata di tre anni, conseguito il quale si può accedere a un corso di laurea magistrale di altri due anni (tale corso di laurea magistrale all'estero viene denominato Management Engineering).